# Boleslav Likar
Boleslav Likar, slovenski strojni inženir, *  11. februar 1895, Ljubljana, † 18. junij 1967, Ljubljana. 
Likar je leta 1925 diplomiral na dunajski Visoki tehniški šoli. Sprva je bil zaposlen pri železnici in Ljubljanski gradbeni družbi. Leta 1933 je ustanovil lastno podjetje za napeljavo centralnega ogrevanja, vodovodov in prezračevanje prostorov. Po vojni je to podjetje z imenom Toplovod prešlo v družbeno last in se razvilo v Industrijska montažna podjetja (IMP) s sedežem v Ljubljani.
Boleslav Likar je bil od leta 1948 do 1967 izredni profesor na FS v Ljubljani za prenos toplote, klimatske naprave in kompresorje. Izdelal je več kot 150 naprav, več 100 projektov, razvil nove načine prezračevanja industrijskih objektov, trajno žarečih peči na trda goriva in ogreval. Med prvimi je pripravil standarde za boljšo toplotno izolacijo stavb, bil pa je tudi svetovalec pri gradnji toplarn in bolnišnic. Pod njegovim vodstvom je začel delati laboratorij za ogrevalno in sanitarno tehniko na FS v Ljubljani.